# Idaea minor
Idaea minor là một loài bướm đêm trong họ Geometridae.